# Les Fiches du cinéma
Les Fiches du cinéma est une revue bimensuelle de cinéma, créée le 14 octobre 1934 par la Centrale catholique du cinéma, traitant de l'intégralité des sorties de films du mois. Plus vieille revue de cinéma française d'avant-guerre encore publiée, elle s'adresse aussi bien aux professionnels qu'aux amoureux du septième art. Les Fiches du cinéma édite aussi L'Annuel du cinéma, véritable encyclopédie de l'année cinématographique écoulée.

## Une association
Historiquement liée à Chrétiens-médias, la revue s'est constituée en association loi de 1901 indépendante depuis 2003. 
Elle a pour but de recenser, présenter et analyser systématiquement tous les films qui sortent en France, quels que soient leur budget, leur nationalité, leur genre et leur qualité. Chaque film fait l'objet d'une fiche complète : fiche technique, résumé intégral, commentaire. L'exhaustivité fait la singularité et la richesse des Fiches du cinéma.
La revue s'appuie sur une équipe de rédacteurs bénévoles, composée de personnalités de toutes générations, issues d'horizons culturels et professionnels différents. Elle comprend des universitaires, des professeurs, des journalistes, des intermittents du spectacle et des étudiants dont l'analyse de chaque film traduit une réflexion collective et tient compte des réactions contrastées de ce comité de rédaction hétérogène. L'objectif est moins de porter un jugement absolu sur un film ou d’être polémique que de fournir des éléments de réflexion qui permettront au lecteur de se forger sa propre opinion.

## Source d'information
Créé en 1934, le fonds éditorial des Fiches du cinéma couvre aujourd'hui plus de 42 000 fiches de tous les films sortis en France, ce qui en fait la source d'information la plus complète consacrée au cinéma en France. 
Les Fiches du cinéma et L'Annuel du cinéma constituent un outil de travail pour la BiFi, le CNC, la Cinémathèque française et plusieurs agences de presse.